# قانون کنش جرم
در شیمی ، قانون کنش جرم یا قانون اثر جرم این گزاره است که سرعت واکنش شیمیایی با محصول فعالیت یا غلظت واکنش‌گر ها نسبت مستقیم دارد.  رفتار محلول‌ها را در تعادل دینامیک توضیح می‌دهد و پیش بینی می‌کند. به طور خاص، نشان می‌دهد که برای یک مخلوط واکنش شیمیایی که در حالت تعادل است، نسبت بین غلظت واکنش‌گرها و فراورده‌ها ثابت است. 

## همچنین ببینید
- تعادل شیمیایی
- پتانسیل شیمیایی
- ثابت تعادل
- بهره واکنش